# 娃娃谷 (小說)
《娃娃谷》（英語：Valley of the Dolls）為美國小說，美國作家賈桂琳·蘇珊（Jacqueline Susann）於1966年出版。
標題中的“娃娃”是一個賈桂琳·蘇珊使用的俚語，娃娃也代表了女性在重男輕女的世界中“扮演”的玩具。

## 銷售
《娃娃谷》在美國大受歡迎，銷售量達到三千萬冊。

## 改編

### 1967年電影
電影《風月泣殘紅》由麥克·洛遜（Mark Robson）執導，巴巴拉·柏堅絲、莎朗·蒂、派娣·杜克及蘇珊·希活等主演。

### 1981 迷你影集
這部小說於1981年又被改編成電視劇，導演是沃爾特·格勞曼（Walter Grauman）。

### 1994 電視劇
1994年，《娃娃谷》改編為深夜電視肥皂劇。

### 2005 廣播劇
BBC廣播4台播出了15集《娃娃谷》廣播劇。

### 電視劇
美國電視網NBC在2011年宣布將《娃娃谷》改編為電視劇。